# 仙台週末フリー乗車券
仙台週末フリー乗車券（せんだいしゅうまつフリーじょうしゃけん）は、東日本旅客鉄道（JR東日本）盛岡支社・秋田支社管内で発売している特別企画乗車券である。

## 概要
当乗車券は、 2010年（平成22年）11月4日から発売を開始し、同年12月4日から利用が開始された。有効期限は、土休日及び飛び石連休の2日間である。
2010年11月30日まで発売されていた「仙台フリーきっぷ」と異なる点は、「仙台フリーきっぷ」は発駅から仙台までの往復特急列車指定席（新幹線を含む）が発売金額に含まれていたのに対し、当商品は乗車券部分のみで特急券は別途必要となる。えきねっと割引との併用も可能となる。
青森県内と二戸駅・いわて沼宮内駅発着分は東北新幹線経由となる。「大湊駅～野辺地駅～三沢駅」発着分は八戸まで青い森鉄道線経由。秋田県内発着分は田沢湖線・東北本線（東北新幹線）経由。
仙台フリーエリア内では普通列車（快速を含む）自由席が乗り降り自由である。

## 発売・利用可能期間
2010年（平成22年）11月4日からの通年。ただし、多客期の利用制限期間は利用できない。
なお、利用開始の1ヶ月前から発売となる。

## フリーエリア
- 東北本線 - 岩沼駅～松島駅間
- 東北本線利府支線 - 全線
- 仙石線 - あおば通駅～松島海岸駅間
- 仙山線 - 仙台駅～山寺駅間

## 発売金額
- 五所川原駅～弘前駅～青森駅～蟹田駅発 - 大人8,800円、小児4,400円
- 七戸十和田駅発 - 大人7,400円、小児3,700円
- 大湊駅～野辺地駅～三沢駅発 - 大人8,100円、小児4,050円
- 八戸駅～鮫駅発 - 大人7,100円、小児3,550円
- 二戸駅発 - 大人6,400円、小児3,200円（2012年4月7日利用開始分から)
- いわて沼宮内駅発 - 大人5,500円、小児2,750円（2012年4月7日利用開始分から)
  - 上記区間の乗車券は、必ず新幹線特急券とセットでの利用となる。
- 盛岡駅発 - 大人4,500円、小児2,250円
- 秋田駅発 - 大人7,400円、小児3,700円
- 大曲駅発 - 大人6,500円、小児3,250円
- 角館駅発 - 大人6,000円、小児3,000円
- 田沢湖駅発 - 大人5,400円、小児2,700円

## 発売箇所
JR東日本盛岡支社・秋田支社管内のみどりの窓口・びゅうプラザおよび主な旅行会社。